# Gruppo nilpotente
In matematica, un gruppo nilpotente è un gruppo {\displaystyle G} che ammette una serie centrale, ovvero una successione di sottogruppi normali
{\displaystyle \{1\}\subseteq H_{1}\subseteq H_{2}\subseteq \cdots \subseteq H_{n-1}\subseteq H_{n}=G}
tale che ogni quoziente {\displaystyle H_{i+1}/H_{i}} è contenuto nel centro di {\displaystyle G/H_{i}}. Il minimo {\displaystyle n} per cui {\displaystyle G} ammette una serie centrale di lunghezza {\displaystyle n} è detto indice (o classe) di nilpotenza di {\displaystyle G}.
I gruppi nilpotenti formano una classe intermedia tra i gruppi abeliani e i gruppi risolubili; con i primi condividono il fatto di poter essere ricostruiti (almeno per la loro parte di torsione) dai sottogruppi di Sylow, mentre con i secondi la vicinanza ai gruppi abeliani mediante serie di sottogruppi.
I gruppi nilpotenti hanno un ruolo centrale nello studio dei gruppi di Lie; nella teoria delle algebre di Lie, un'analoga definizione porta al concetto di algebra di Lie nilpotente.

## Definizione
A partire da un gruppo {\displaystyle G}, possono essere definite due diverse catene di sottogruppi, una ascendente e una discendente.
La serie centrale ascendente è la successione {\displaystyle \{1\}=Z_{0}\subseteq Z_{1}\subseteq Z_{2}\subseteq \cdots } dove ogni {\displaystyle Z_{i}}  definito come {\displaystyle Z_{i}:=\{g\in G\mid [g,h]\in Z_{i-1}{\text{ per ogni }}h\in G\}} (dove {\displaystyle [g,h]=g^{-1}h^{-1}gh} è il commutatore di {\displaystyle g} ed {\displaystyle h}); equivalentemente, {\displaystyle Z_{i}} è tale che {\displaystyle Z_{i}/Z_{i-1}} è il centro di {\displaystyle G/Z_{i-1}}.
La serie centrale discendente è la successione {\displaystyle G=\Gamma _{0}\supseteq \Gamma _{1}\supseteq \Gamma _{2}\supseteq \cdots }, dove {\displaystyle \Gamma _{i}:=[G,\Gamma _{i-1}]} è il sottogruppo generato dagli elementi {\displaystyle [g,h]}, per ogni {\displaystyle g\in G} e ogni {\displaystyle h\in \Gamma _{i-1}}.
Un gruppo è nilpotente se la serie centrale ascendente arriva a {\displaystyle G} (cioè se {\displaystyle Z_{n}=G} per qualche {\displaystyle n}), o equivalentemente se la serie centrale discendente arriva al sottogruppo banale {\displaystyle \{1\}} (cioè se {\displaystyle H_{m}=\{1\}} per qualche {\displaystyle m}); un'ulteriore condizione equivalente è l'esistenza di una serie centrale arbitraria, ovvero una successione di sottogruppi normali
{\displaystyle \{1\}\subseteq H_{1}\subseteq H_{2}\subseteq \cdots \subseteq H_{k-1}\subseteq H_{k}=G}
in cui {\displaystyle H_{i+1}/H_{i}\subseteq Z(G/H_{i})}. Se questo avviene, la lunghezza della serie centrale ascendente e di quella discendente sono uguali, e questo numero è la minima lunghezza di una serie normale di {\displaystyle G}: è detto indice (o classe) di nilpotenza di {\displaystyle G}.

## Esempi
Tutti i gruppi abeliani sono nilpotenti, in quanto ammettono la serie centrale {\displaystyle \{1\}\subseteq G}, e di conseguenza hanno indice di nilpotenza 1; viceversa, ogni gruppo con indice di nilpotenza 1 è abeliano.
Tutti i p-gruppi finiti sono nilpotenti e, in particolare, un gruppo con {\displaystyle p^{n}} elementi ha indice di nilpotenza al più {\displaystyle n-1}; questo segue dal fatto che ogni p-gruppo ha centro non banale. Questo non vale se il gruppo è infinito: ad esempio, data una successione {\displaystyle G_{n}} di p-gruppi, in cui {\displaystyle G_{n}} ha indice di nilpotenza {\displaystyle n}, allora la somma diretta {\displaystyle \bigoplus G_{n}} è un p-gruppo la cui serie centrale ascendente non termina.
Un esempio di gruppo infinito non abeliano ma nilpotente è il gruppo di Heisenberg {\displaystyle G=\left\{{\begin{pmatrix}1&a&c\\0&1&b\\0&0&1\\\end{pmatrix}}\mid a,b,c\in \mathbb {R} \right\}}.
Un gruppo il cui centro è banale non è mai nilpotente, in quanto la sua serie ascendente è stazionaria già a {\displaystyle Z_{0}}.

## Proprietà
La proprietà di essere nilpotente si trasferisce ai sottogruppi e ai gruppi quoziente; se inoltre {\displaystyle G} ha indice di nilpotenza {\displaystyle c}, allora l'indice dei suoi sottogruppi e dei suoi quozienti è al più {\displaystyle c}. Tuttavia la nilpotenza non è chiusa per estensioni: per esempio {\displaystyle S_{3}} non è nilpotente, ma è estensione di {\displaystyle A_{3}} mediante {\displaystyle S_{3}/A_{3}}, entrambi i quali sono gruppi nilpotenti. Se però {\displaystyle N} è contenuto nel centro di {\displaystyle G} e il quoziente {\displaystyle G/N} è nilpotente di classe {\displaystyle c}, risulta che {\displaystyle G} è nilpotente di classe al più {\displaystyle c+1}. Il prodotto diretto di una quantità finita di gruppi nilpotenti è ancora nilpotente, e la sua classe di nilpotenza è uguale al massimo delle classi dei fattori.
Poiché i quozienti {\displaystyle H_{i+1}/H_{i}} sono contenuti nel centro di {\displaystyle G/H_{i}}, ogni quoziente è abeliano, e quindi una serie centrale è, in particolare, una serie normale; questo implica che ogni gruppo nilpotente è risolubile. L'implicazione non può essere rovesciata: ad esempio il gruppo simmetrico {\displaystyle S_{3}} è risolubile ma non nilpotente (in quanto il suo centro è banale).
Una delle proprietà più importanti dei gruppi nilpotenti è il loro legame con i loro sottogruppi di Sylow. Se infatti {\displaystyle G} è un gruppo nilpotente finito, allora tutti i suoi sottogruppi di Sylow sono normali, e {\displaystyle G} stesso è il prodotto diretto dei sottogruppi di Sylow; dal momento che i p-gruppi sono nilpotenti, questo risultato classifica i gruppi nilpotenti finiti come i prodotti diretti di p-gruppi. Nel caso infinito, i sottogruppi di Sylow possono non generare l'intero gruppo (in quanto possono essere presenti elementi di ordine infinito), ma essi sono ancora normali nel gruppo, e il loro prodotto diretto è uguale al sottogruppo di torsione di {\displaystyle G}.